# Ровний Євген Васильович
Євге́н Васи́льович Ро́вний (7 лютого 1973 — 10 серпня 2015) — сержант Збройних сил України, учасник російсько-української війни.

## Життєпис
Народився 1973 року в селі Михайло-Ларине Жовтневого району Миколаївської області. 1990 року закінчив Михайло-Ларинську ЗОШ, 1991-го відбув на строкову службу до ЗСУ. Демобілізувавшись, пішов працювати в радгосп «Гвардія Ілліча». Був механізатором виноградної бригади № 2 15 років. З середини 2000-х — механізатор у ПП «Дубки».
На фронт пішов добровольцем, мобілізований 7 серпня 2014 року. Сержант, старший механік-водій 9-ї механізованої роти 3-го механізованого батальйону, 72-га окрема механізована бригада.
10 серпня 2015 року терористи о 03:25 почали обстріл з важкої артилерії позицій 72-ї бригади поблизу села Старогнатівка Донецької області та перейшли в наступ із застосуванням танків та бронетехніки. Бійці ДУК ПС та 14-ї бригади прийшли на допомогу воякам. У тому бою загинули Андрій Бодяк, Василь Лавкай, Віталій Тіліженко, сержант Євген Ровний. Противника відкинули до села Біла Кам'янка, але закріпитися не змогли — до терористів прибуло підсилення (велика кількість бронетехніки). За повідомленням волонтерів, у бою загинули 4 військовики ЗСУ (в штабі підтверджено загибель одного) і 3 бійці ДУК ПС.
Похований у селі Михайло-Ларине Вітовського району.
Без Євгена лишилися мама Лариса Василівна, батько Василь Якович, дружина Людмила та син Віталій.

## Нагороди та вшанування
За особисту мужність, сумлінне та бездоганне служіння Українському народові, зразкове виконання військового обов'язку відзначений — нагороджений
- орденом «За мужність» ІІІ ступеня (16.1.2016, посмертно)[1]
- медаллю УПЦ КП «За жертовність і любов до України» (посмертно)